# Русская почта на острове Крит
Русская почта на острове Крит — почтовая служба, созданная военной администрацией на территории острова Крит в зоне под управлением России и функционировавшая в период с 13 мая по 29 июля 1899 года.

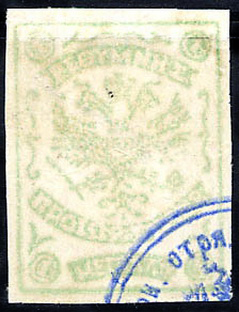
Почтовая марка русской почты на острове Крит второго выпуска, 1899

## Развитие почты
Остров Крит в 1669 году был захвачен Османской империей. После греко-турецкой войны 1897 года по настоянию России, Великобритании, Франции и Италии Крит получил административную автономию. Для наблюдения за действиями османской администрации ряд держав, в том числе и Россия, послали на Крит свои войска и военные эскадры. Остров был поделён на несколько секторов. За русским отрядом был закреплён город Ретимнон, где базировался эскадренный броненосец «Сысой Великий», с его округом. Старшим начальником русского сектора стал командир 16-го стрелкового батальона, полковник Шостак.
Для почтовых нужд в портах Крита военной администрацией государств — гарантов автономии — была организована временная почтовая служба. Русский сектор не стал исключением. Приказом от 24 апреля 1899 года полковник Шостак назначил поручика Селихова заведующим временной почтой в секторе. Этим же приказом на мэров участков Ретимно, Милопотамо Амари и Святого Василия возлагались обязанности начальников почтовых отделений и устанавливались почтовые маршруты.
28 апреля населению было объявлено об открытии с 1 мая центрального почтового отделения в Ретимноне и филиалов в сёлах Рустика, Пиги, Амари, Меламб, Спили, Селия, Агрос и Галино. Однако, по неизвестной причине, русская почта начала функционировать только с 13 мая и работала до 29 июля 1899 года. Поначалу почтовые услуги осуществлялись только в пределах сектора, позднее было разрешено доставлять корреспонденцию в Грецию и Россию. Для переписки с другими секторами Крита использовались австрийские и французские марки.
В 1913 году Крит воссоединился с Грецией.

## Выпуски почтовых марок

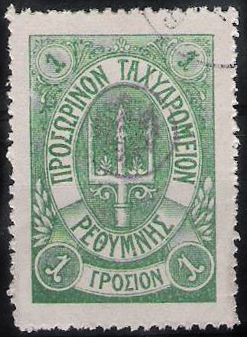
Почтовая марка русской почты на острове Крит третьего выпуска, 1899(Mi #6c)

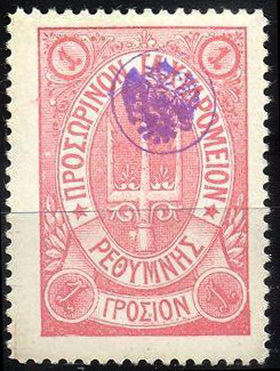
Почтовая марка русской почты на острове Крит четвёртого выпуска, 1899

Русская почта на острове Крит использовала специально изготовленные почтовые марки. Существует четыре выпуска этих марок. Первый состоялся в день открытия почтового отделения 13 мая 1899 года (Yt #6, 9; Sc #13, 12). Марки печатались в Ретимноне, при помощи ручных штемпелей (так как в городе не оказалось литографии) на гладкой или рифлёной бумаге, без зубцов. На них изображён герб Российской империи, дана надпись на французском языке: «Ретимнон / марка временной почты» и номинал так же на французском. На каждые четыре марки в качестве контрольного знака ставилась гербовая печать синего и фиолетового цвета эскадренного броненосца «Сысой Великий». Марки второго выпуска (Yt #7—8, 10—13; Sc #10—11), изданные вскоре после первого, отличаются от него деталями рисунка и текстом, который был напечатан на греческом языке: (греч. ΡΕΘΥΜΝΗΣ / ΠΡΟΣΩΡΙΝΟΝ ΤΑΧΥΔΡΟΜΕΙΟΝ). Печатались они также вручную на гладкой, рифлёной или клетчатой бумаге и были без зубцов.
Продажа марок производилась в управлении полиции ежедневно с 9 до 11 часов утра и с 2 до 4 часов пополудни. Простое письмо стоило два металлика, заказное и телеграмма — три металлика, до пяти газет в бандероли — один металлик.
В конце мая 1899 года фирмой «Громан и Штангель» в Афинах были подготовлены марки новых рисунков с текстом на греческом языке: «Временная почта. Ретимнон» (Yt #14—34; Sc #14—34). На них был изображён эмблема бога морей Посейдона — трезубец. Печать литографская на белой бумаге, с зубцами. В начале июня той же фирмой был подготовлен следующий выпуск, отличавшегося от предыдущего цветными цифрами номинала вместо белых и наличием звёзд в рисунке (Yt #35—46; Sc #35—46). В верхней части всех марок ставился контрольный штамп синего или лилового цвета — герб Российской империи в круге.
Тиражи марок русской почты на острове Крит невелики — от 960 до 11 тысяч штук. Существует большое количество фальсификатов.
| № выпуска | Дата выпуска | Описание выпуска |
| --------- | ------------ | --- |
| 1         | 13 мая 1899  | Первый выпуск почтовых марок русской почты на острове Крит. Одноцветная печать ручным штемпелем на гладкой или рифлёной бумаге. Фиолетовый или синий контрольный знак. Без зубцов. |
| 2         | Май 1899     | Одноцветная печать ручным штемпелем на гладкой рифлёной или клетчатой бумаге. Синий контрольный знак. Без зубцов.                                                                  |
| 3         | 27 мая 1899  | Одноцветная литографская печать на белой бумаге. Фиолетовый или синий контрольный знак. Зубцовка линейная 11½.                                                                     |
| 4         | 8 июня 1899  | Одноцветная литографская печать на белой бумаге. Фиолетовый или синий контрольный знак. Зубцовка линейная 11½.                                                                     |

1 июля 1899 года комиссией под председательством начальника административного отдела капитана Свирского были сожжены остатки марок второго выпуска в количестве 1218 штук номиналом в 1 металлик зелёного цвета и 1290 штук в 2 металлика чёрного цвета. Эта комиссия также уничтожила три штемпеля, которыми были напечатаны первый и второй выпуски, и литографский камень, с которого были отпечатаны два последующих выпуска. Позднее были уничтожены оставшиеся непроданными марки четвёртого выпуска (третий разошёлся без остатка).
Чистая прибыль от продажи марок временной почты составила 38 956,35 пиастра. Она была распределена следующим образом:
- на нужды городского госпиталя — 666 пиастров,
- на поддержку местной газеты «Anagennissis» — 1800 пиастров,
- на церковь — 34 690,35 пиастров,
- префекту на почтовые расходы — 1800 пиастров[3].